# حمیدو دیالو
حمیدو دیالو (انگلیسی: Hamidou Diallo؛ زادهٔ ۳۱ ژوئیهٔ ۱۹۹۸) بازیکن بسکتبال اهل ایالات متحده آمریکا است.

## حرفه
از باشگاه‌هایی که در آن بازی کرده‌است می‌توان به اکلاهما سیتی تاندر و بسکتبال مردان کنتاکی وایلدکتز اشاره کرد.
وی در مسابقات کشوری و بین‌المللی در مجموع برندهٔ ۱ مدال طلا، ۱ مدال برنز شده‌است.